# Pallavolo Hermaea 2017-2018
Questa voce raccoglie le informazioni riguardanti la Pallavolo Hermaea nelle competizioni ufficiali della stagione 2017-2018.

## Stagione
Nella stagione 2017-18 la Pallavolo Hermaea assume la denominazione sponsorizzata di Golem Olbia.
Partecipa per la quarta volta alla Serie A2; chiude la regular season di campionato al tredicesimo posto in classifica, non qualificandosi per i play-off promozione.

## Organigramma societario
Area direttiva
- Presidente: Gianni Sarti

Area tecnica
- Allenatore: Pasqualino Giangrossi
- Allenatore in seconda: Patrizio Okechukwu

## Rosa
| N° | Nome                | Ruolo | Data di nascita   | Nazionalità sportiva |
| -- | ------------------- | ----- | ----------------- | -------------------- |
| 1  | Carlotta Simoncini  | P     | 2 novembre 1998   | Italia               |
| 2  | Marianna Iannone    | S     | 9 novembre 1996   | Italia               |
| 3  | Mami Uchiseto       | S     | 25 ottobre 1991   | Giappone             |
| 7  | Natasha Spinello    | P     | 15 dicembre 1998  | Italia               |
| 8  | Claudia Provaroni   | S     | 14 maggio 1998    | Italia               |
| 9  | Cristina Murru      | S     | 22 settembre 2001 | Italia               |
| 10 | Benedetta Bartolini | C     | 5 marzo 1999      | Italia               |
| 11 | Nikolett Soós       | O     | 17 ottobre 1988   | Ungheria             |
| 12 | Agnese Cecconello   | C     | 6 novembre 1999   | Italia               |
| 13 | Giulia Melli        | S     | 8 gennaio 1998    | Italia               |
| 14 | Alice Barbagallo    | L     | 24 aprile 1997    | Italia               |
| 16 | Eleonora Caboni     | L     | 18 giugno 1993    | Italia               |
| 17 | Daiana Mureșan      | O     | 6 luglio 1990     | Romania              |
| 18 | Jenny Barazza       | C     | 24 luglio 1981    | Italia               |

## Mercato
| Acquisti | Acquisti            | Acquisti       | Acquisti   |
| R.       | Nome                | da             | Modalità   |
| -------- | ------------------- | -------------- | ---------- |
| L        | Alice Barbagallo    | Golem          | definitivo |
| C        | Jenny Barazza       | Imoco          | definitivo |
| C        | Benedetta Bartolini | Volleyrò       | definitivo |
| C        | Agnese Cecconello   | Volleyrò       | definitivo |
| S        | Giulia Melli        | Filottrano     | definitivo |
| O        | Daiana Mureșan      | Budowlani Łódź | definitivo |
| S        | Cristina Murru      | ?              | definitivo |
| S        | Claudia Provaroni   | Chieri '76     | definitivo |
| P        | Carlotta Simoncini  | Altino         | definitivo |
| O        | Nikolett Soós       | Békéscsabai    | definitivo |
| P        | Natasha Spinello    | Neruda         | definitivo |
| S        | Mami Uchiseto       | Hitachi Rivale | definitivo |

| Cessioni | Cessioni            | Cessioni              | Cessioni   |
| R.       | Nome                | a                     | Modalità   |
| -------- | ------------------- | --------------------- | ---------- |
| S        | Giulia Angelina     | Chieri '76            | definitivo |
| P        | Emma Bateman        | Bedizzole             | definitivo |
| P        | Giulia Carraro      | Pesaro                | definitivo |
| S        | Lucrezia Formenti   | Soverato              | definitivo |
| S        | Silvia Lotti        | Wealth Planet Perugia | definitivo |
| C        | Noura Mabilo        | VolAlto Caserta       | definitivo |
| L        | Marianna Maggipinto | Due Principati        | definitivo |
| O        | Daiana Mureșan      | Bandung Bank BJB      | definitivo |
| C        | Sirya Tangini       | Vicenza               | definitivo |
| S        | Francesca Trevisan  | Vigevano              | definitivo |
| S        | Francesca Villani   | Millenium Brescia     | definitivo |
| C        | Ayana Whitaker      | Sydney Amazons        | definitivo |

## Risultati

### Serie A2

#### Girone di andata
| 1ª giornata - 8 ottobre 2017 PalaMaddalene, Chieri                              | Chieri '76            | 3 - 0 | Hermaea           | 25-18, 25-15, 25-16               |
| 2ª giornata - 15 ottobre 2017 Geopalace, Olbia                                  | Hermaea               | 3 - 1 | VolAlto Caserta   | 26-28, 25-15, 25-17, 25-20        |
| 3ª giornata - 18 ottobre 2017 PalaCollodi, Montecchio Maggiore                  | Montecchio Maggiore   | 3 - 0 | Hermaea           | 25-17, 25-20, 25-16               |
| 4ª giornata - 25 ottobre 2017 Geopalace, Olbia                                  | Hermaea               | 3 - 2 | Club Italia       | 25-17, 26-24, 18-25, 17-25, 15-11 |
| 5ª giornata - 29 ottobre 2017 Palazzetto dello Sport, San Giovanni in Marignano | Adolfo Consolini      | 3 - 0 | Hermaea           | 25-23, 25-23, 25-17               |
| 6ª giornata - 1º novembre 2017 Geopalace, Olbia                                 | Hermaea               | 0 - 3 | Trentino Rosa     | 22-25, 23-25, 18-25               |
| 7ª giornata - 5 novembre 2017 PalaEvangelisti, Perugia                          | Wealth Planet Perugia | 0 - 3 | Hermaea           | 15-25, 20-25, 21-25               |
| 8ª giornata - 12 novembre 2017 Geopalace, Olbia                                 | Hermaea               | 1 - 3 | Marsala           | 24-26, 23-25, 25-20, 13-25        |
| 9ª giornata - 19 novembre 2017 Geopalace, Olbia                                 | Hermaea               | 1 - 3 | Millenium Brescia | 20-25, 18-25, 25-21, 18-25        |
| 10ª giornata - 26 novembre 2017 PalaCosta, Ravenna                              | Olimpia Teodora       | 3 - 0 | Hermaea           | 25-14, 25-15, 25-20               |
| 11ª giornata - 29 novembre 2017 Geopalace, Olbia                                | Hermaea               | 1 - 3 | Soverato          | 25-22, 19-25, 19-25, 30-32        |
| 12ª giornata - 3 dicembre 2017 PalaCapriglia, Pellezzano                        | Due Principati        | 3 - 1 | Hermaea           | 27-25, 25-21, 14-25, 25-19        |
| 13ª giornata - 6 dicembre 2017 Geopalace, Olbia                                 | Hermaea               | 2 - 3 | Zambelli Orvieto  | 15-25, 25-23, 25-19, 21-25, 13-15 |
| 14ª giornata - 13 dicembre 2017 Geopalace, Olbia                                | Hermaea               | 1 - 3 | Mondovì           | 25-18, 20-25, 22-25, 19-25        |
| 15ª giornata - 17 dicembre 2017 Palazzetto dello Sport, Alpignano               | CUS Torino            | 3 - 0 | Hermaea           | 25-19, 26-24, 25-19               |
| 17ª giornata - 30 dicembre 2017 Geopalace, Olbia                                | Hermaea               | 0 - 3 | Cuneo Granda      | 15-25, 22-25, 19-25               |

#### Girone di ritorno
| 18ª giornata - 6 gennaio 2018 Geopalace, Olbia                 | Hermaea           | 0 - 3 | Chieri '76            | 22-25, 20-25, 15-25               |
| 19ª giornata - 14 gennaio 2018 Palazzetto dello Sport, Caserta | VolAlto Caserta   | 1 - 3 | Hermaea               | 11-25, 25-15, 10-25, 23-25        |
| 20ª giornata - 17 gennaio 2018 Geopalace, Olbia                | Hermaea           | 2 - 3 | Montecchio Maggiore   | 25-18, 20-25, 22-25, 26-24, 10-15 |
| 21ª giornata - 20 gennaio 2018 Centro Pavesi, Milano           | Club Italia       | 3 - 0 | Hermaea               | 25-23, 25-20, 25-17               |
| 22ª giornata - 28 gennaio 2018 Geopalace, Olbia                | Hermaea           | 3 - 2 | Adolfo Consolini      | 25-21, 23-25, 25-21, 21-25, 15-8  |
| 23ª giornata - 3 febbraio 2018 PalaSanbapolis, Trento          | Trentino Rosa     | 3 - 1 | Hermaea               | 20-25, 25-23, 25-23, 25-20        |
| 24ª giornata - 11 febbraio 2018 Geopalace, Olbia               | Hermaea           | 3 - 1 | Wealth Planet Perugia | 25-20, 25-20, 25-27, 27-25        |
| 25ª giornata - 21 febbraio 2018 PalaBellina, Marsala           | Marsala           | 2 - 3 | Hermaea               | 21-25, 25-22, 25-21, 20-25, 12-15 |
| 26ª giornata - 25 febbraio 2018 PalaGeorge, Montichiari        | Millenium Brescia | 3 - 0 | Hermaea               | 25-16, 26-24, 25-18               |
| 27ª giornata - 28 febbraio 2018 Geopalace, Olbia               | Hermaea           | 3 - 1 | Olimpia Teodora       | 25-19, 21-25, 25-17, 25-20        |
| 28ª giornata - 7 marzo 2018 PalaScoppa, Soverato               | Soverato          | 3 - 1 | Hermaea               | 25-15, 25-17, 20-25, 25-13        |
| 29ª giornata - 11 marzo 2018 Geopalace, Olbia                  | Hermaea           | 3 - 0 | Due Principati        | 25-19, 25-19, 25-17               |
| 30ª giornata - 18 marzo 2018 PalaPapini, Orvieto               | Zambelli Orvieto  | 3 - 0 | Hermaea               | 25-21, 25-18, 25-19               |
| 31ª giornata - 21 marzo 2018 PalaManera, Mondovì               | Mondovì           | 3 - 1 | Hermaea               | 25-18, 25-21, 22-25, 25-16        |
| 32ª giornata - 25 marzo 2018 Geopalace, Olbia                  | Hermaea           | 0 - 3 | CUS Torino            | 24-26, 16-25, 24-26               |
| 34ª giornata - 8 aprile 2018 PalaCastagnaretta, Cuneo          | Cuneo Granda      | 3 - 0 | Hermaea               | 25-11, 25-20, 25-13               |

## Statistiche

### Statistiche di squadra
| Competizione | Punti | In casa | In casa | In casa | In trasferta | In trasferta | In trasferta | Totale | Totale | Totale |
| Competizione | Punti | G       | V       | P       | G            | V            | P            | G      | V      | P      |
| ------------ | ----- | ------- | ------- | ------- | ------------ | ------------ | ------------ | ------ | ------ | ------ |
| Serie A2     | 26    | 16      | 6       | 10      | 16           | 3            | 13           | 32     | 9      | 23     |
| Totale       | -     | 16      | 6       | 10      | 16           | 3            | 13           | 32     | 9      | 23     |

G = partite giocate; V = partite vinte; P = partite perse

### Statistiche dei giocatori
| Giocatore     | Serie A2 | Serie A2 | Serie A2 | Serie A2 | Serie A2 | Totale | Totale | Totale | Totale | Totale |
| Giocatore     | P        | PT       | AV       | MV       | BV       | P      | PT     | AV     | MV     | BV     |
| ------------- | -------- | -------- | -------- | -------- | -------- | ------ | ------ | ------ | ------ | ------ |
| J. Barazza    | 26       | 200      | 133      | 56       | 11       | 26     | 200    | 133    | 56     | 11     |
| A. Barbagallo | 32       | 0        | 0        | 0        | 0        | 32     | 0      | 0      | 0      | 0      |
| B. Bartolini  | 32       | 277      | 189      | 83       | 5        | 32     | 277    | 189    | 83     | 5      |
| E. Caboni     | 31       | 4        | 0        | 0        | 4        | 31     | 4      | 0      | 0      | 4      |
| A. Cecconello | 22       | 73       | 39       | 24       | 10       | 22     | 73     | 39     | 24     | 10     |
| M. Iannone    | 29       | 120      | 100      | 10       | 10       | 29     | 120    | 100    | 10     | 10     |
| G. Melli      | 11       | 135      | 116      | 16       | 3        | 11     | 135    | 116    | 16     | 3      |
| D. Mureșan    | 13       | 106      | 88       | 10       | 8        | 13     | 106    | 88     | 10     | 8      |
| C. Murru      | 13       | 5        | 0        | 0        | 7        | 13     | 5      | 0      | 0      | 7      |
| C. Provaroni  | 10       | 54       | 48       | 4        | 2        | 10     | 54     | 48     | 4      | 2      |
| C. Simoncini  | 24       | 10       | 8        | 1        | 1        | 24     | 10     | 8      | 1      | 1      |
| N. Soós       | 29       | 328      | 297      | 28       | 3        | 29     | 328    | 297    | 28     | 3      |
| N. Spinello   | 24       | 34       | 19       | 3        | 12       | 24     | 34     | 19     | 3      | 12     |
| M. Uchiseto   | 31       | 403      | 382      | 15       | 6        | 31     | 403    | 382    | 15     | 6      |

P = presenze; PT = punti totali; AV = attacchi vincenti; MV = muri vincenti; BV = battute vincenti